# Акбастау (Абайський район)
Акбаста́у (каз. Ақбастау) — село у складі Абайського району Карагандинської області Казахстану. Адміністративний центр та єдиний населений пункт Акбастауського сільського округу.
Населення — 481 особа (2021; 579 у 2009, 653 у 1999, 818 у 1989).
Національний склад станом на 1989 рік:
- німці — 38 %;
- росіяни — 33 %.